# Opaka (Pologne)
Pour les articles homonymes, voir Opaka.
Opaka est une localité polonaise de la gmina et du powiat de Lubaczów en voïvodie des Basses-Carpates.